# Gloria victis
La locuzione latina Gloria victis, tradotta letteralmente, significa gloria ai vinti.
Significa che al vinto si deve gloria se ha combattuto per una causa giusta. È l'opposto del famoso Vae victis che si vuole pronunciato da Brenno contro i Romani che protestavano per le frodi usate nel pesare l'oro da essi versato per il riscatto.